# Plioplatecarpus
Il plioplatecarpo (gen. Plioplatecarpus) è un rettile marino estinto, appartenente ai mosasauri. Visse nel Cretaceo superiore (Campaniano/Maastrichtiano, tra 80 e 65 milioni di anni fa). I suoi resti fossili sono stati ritrovati principalmente in Europa e in Nordamerica, ma alcuni resti attribuiti a questo genere sono stati rinvenuti anche in Antartide e in Africa.

## Descrizione
Questo mosasauro possedeva un corpo relativamente corto e compatto e, come tutti i suoi simili, quattro arti trasformati in strutture simili a pagaie. La coda era lunga e appiattita lateralmente. Plioplatecarpus aveva una testa dotata di un muso molto corto ed era munito soltanto di 12 denti, rispetto ai circa 20 delle altre specie affini. Questi denti erano taglienti e molto ricurvi, e le mascelle erano molto mobili. La scatola cranica è più ampia rispetto a quella della maggior parte degli altri mosasauri (grande circa il doppio, in proporzione, di quella di Mosasaurus), e ciò suggerisce che il cervello fosse più grande di quello delle specie affini. Forse Plioplatecarpus potrebbe aver elaborato comportamenti più complessi rispetto agli altri mosasauri. Il foro parietale (nella zona dell'occhio pineale) era anch'esso notevolmente ampio, e così anche le orbite. La specie nordamericana più nota (P. primaevus) era in media di piccole dimensioni (3-4 metri di lunghezza), ma alcune specie europee (ad es. P. marshi) potevano raggiungere i 7 metri (con un cranio lungo oltre 50 centimetri). 

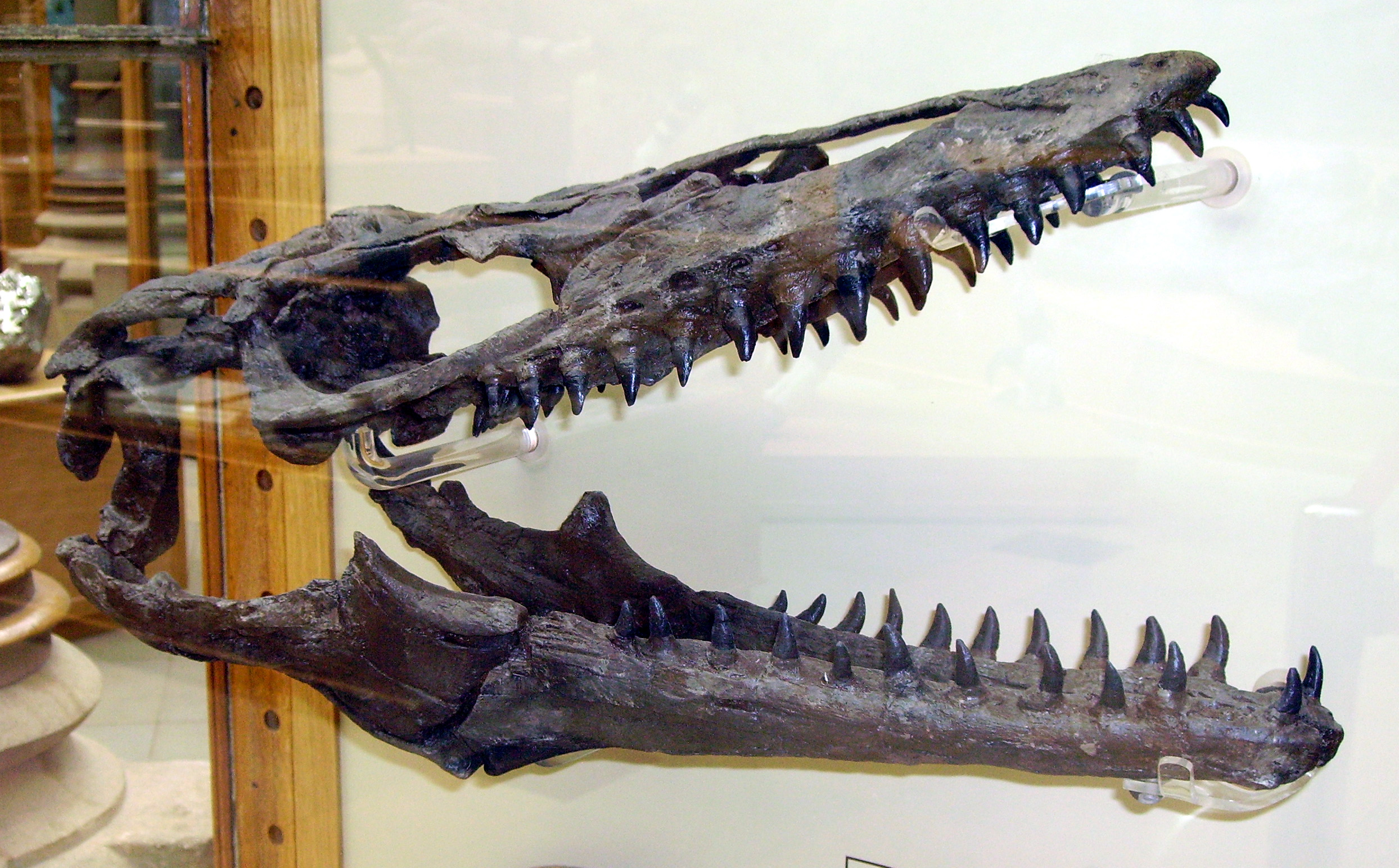
Cranio di Plioplatecarpus primaevus

## Classificazione
Plioplatecarpus venne descritto per la prima volta da Louis Dollo nel 1882, sulla base di alcuni esemplari incompleti provenienti dal Maastrichtiano del Belgio (P. marshi). Precedentemente, nel 1869, Edward Drinker Cope aveva descritto un mosasauro proveniente dal New Jersey con il nome di Mosasaurus depressus; solo successivamente questi resti vennero attribuiti a Plioplatecarpus. La specie P. primaevus venne descritta per la prima volta da Dale Russell nel 1967, sulla base di alcuni fossili provenienti dal Campaniano della Pierre Shale in South Dakota. Altri esemplari più completi di questa specie sono poi stati ritrovati in altre parti del Nordamerica (Manitoba, Saskatchewan, Alberta, Kansas, Alabama). La specie P. houseaui, lunga circa 4,5 metri, proviene anch'essa dal Belgio. La specie P. peckensis, caratterizzata da una premascella stretta e da un muso basso e lungo, proviene dal Campaniano del Montana (Cuthberthson e Holmes, 2014). Una specie descritta nel 2007 (P. nichollsae) è stata in seguito attribuita a un nuovo genere di mosasauro, Latoplatecarpus.

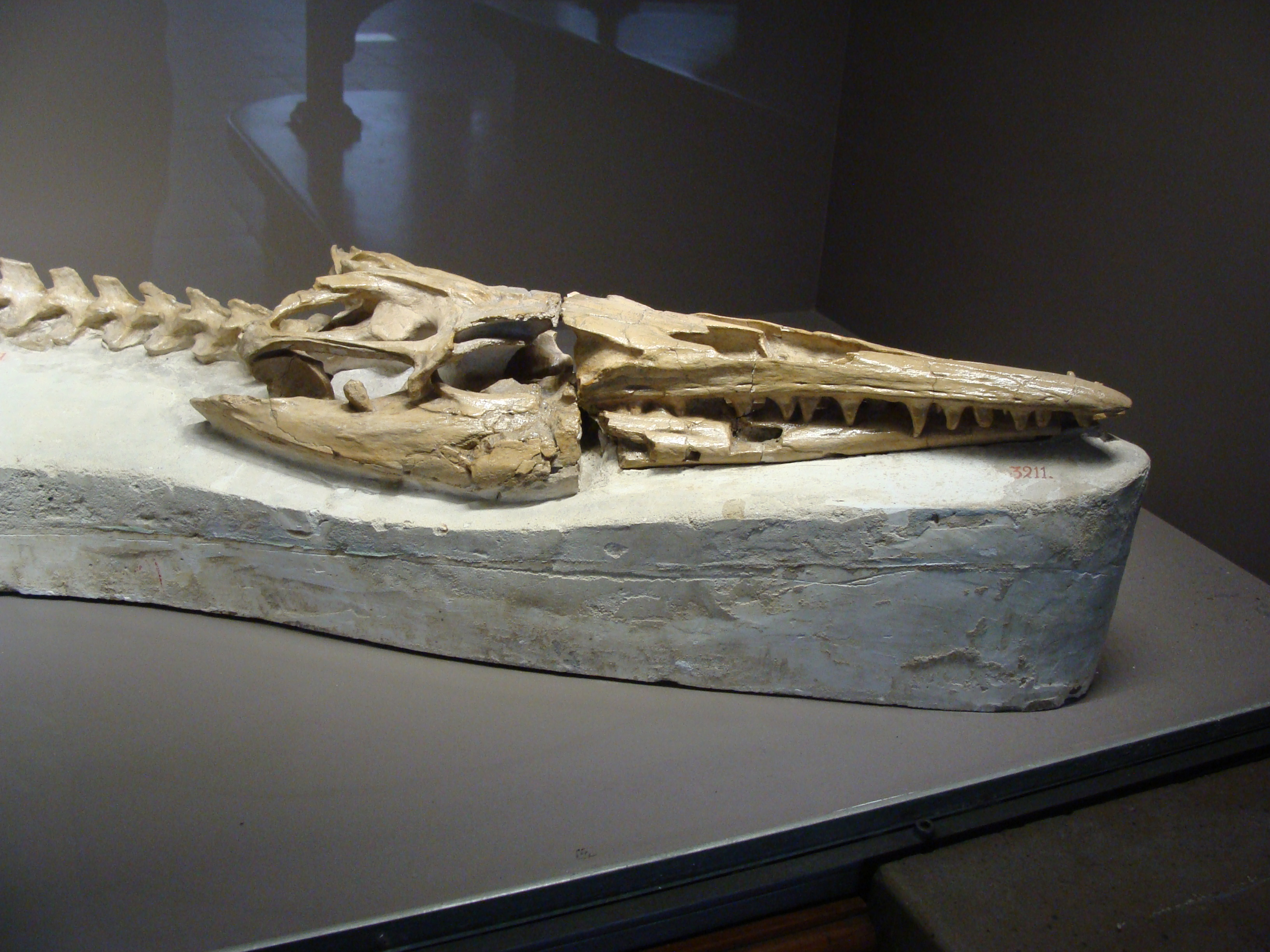
Cranio di Plioplatecarpus houseaui

Plioplatecarpus è il genere tipo della sottofamiglia di mosasauri nota come Plioplatecarpinae, comprendente una serie di forme dal corpo e dal muso corti, dotati di ossa molto mobili nella mascella e nella mandibola. Assai simile è il genere Platecarpus (e difatti Plioplatecarpus significa "più Platecarpus", in riferimento alla stretta affinità fra i due generi). Secondo Dollo, i due mosasauri condividevano la forma dei denti, la mancanza degli zigosfeni sulle vertebre e i chevron non fusi agli archi emali nella coda. Plioplatecarpus differiva da Platecarpus per l'omero più massiccio e la "pinna" anteriore più compatta.

## Paleoecologia e paleobiologia
Plioplatecarpus doveva essere adattato a vivere in acque poco profonde, ed era probabilmente un predatore d'agguato che si muoveva agilmente tra le barriere coralline e le "praterie" di alghe (Lingham-Soliar, 1994). La struttura altamente mobile delle ossa craniche, così come i denti grandi e fortemente ricurvi all'indietro, fanno ipotizzare che questo animale si nutrisse di prede scivolose come i molluschi cefalopodi. I denti ricurvi, inoltre, trattenevano le prede di grosse dimensioni mentre venivano inghiottite intere. 

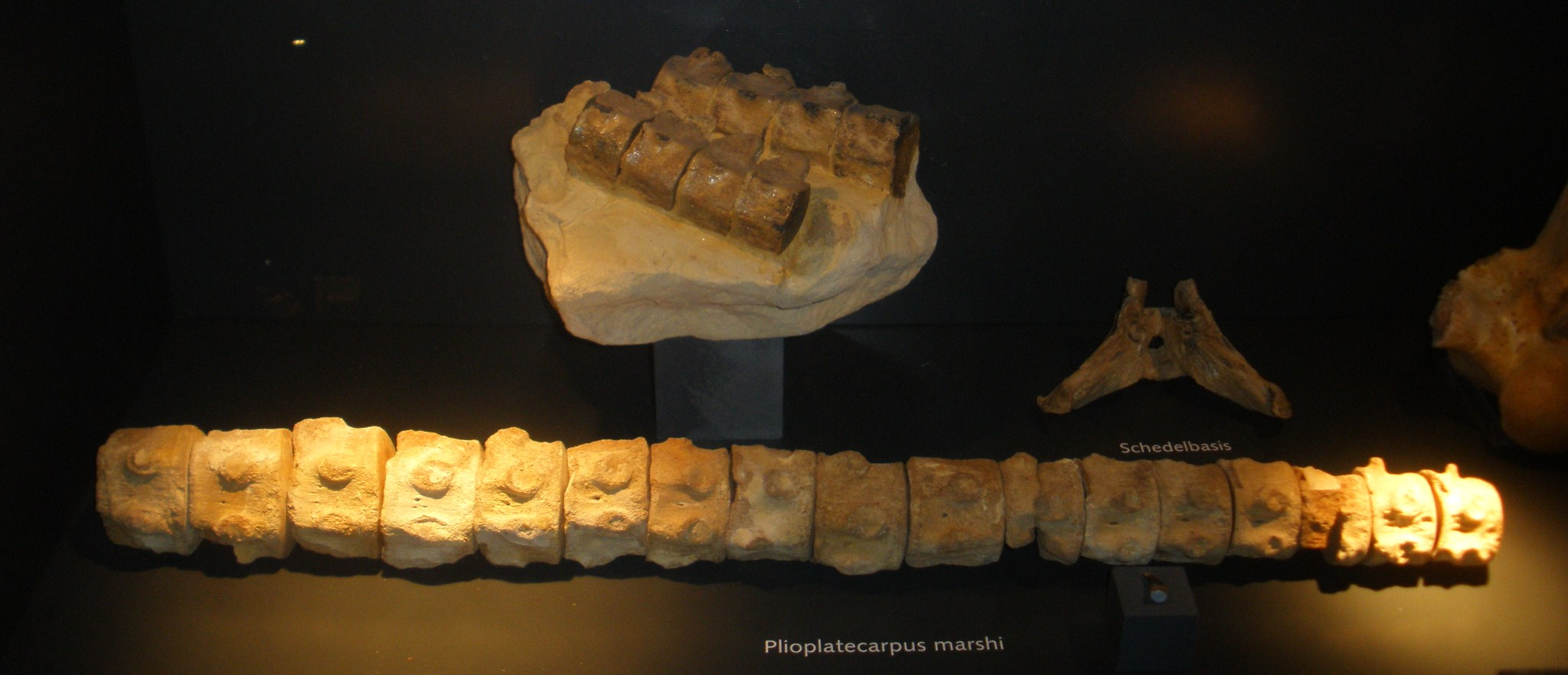
Vertebre di Plioplatecarpus marshi

Secondo Lingham-Soliar (1992) almeno una specie (P. marshi) poteva usare le zampe anteriori per "volare" sott'acqua in un modo analogo a quello dei pinguini attuali, ma altri studiosi (Nicholls & Godfrey 1994; Holmes, Caldwell & Cumbaa 1999) hanno rifiutato questa ipotesi sulla base dell'interpretazione delle zampe dell'animale (in particolare per la specie P. primaevus). Esemplari ritrovati in Antartide dimostrano che Plioplatecarpus aveva raggiunto una notevole diffusione in molti continenti, muovendosi lungo le coste. Un altro esemplare, ritrovato nella formazione Saint Mary River in Alberta, proviene da quello che sembra essere stato un ambiente di acqua dolce, forse deltizio; se ciò fosse confermato, sarebbe la prova che Plioplatecarpus poteva vivere anche negli estuari e nei fiumi (Holmes, Caldwell & Cumbaa 1999).
Embrioni fossili, ritrovati in associazione di uno scheletro adulto in South Dakota, dimostrano inoltre che i mosasauri davano alla luce i piccoli in acqua e non deponevano uova (Bell, Sheldon, Lamb & Martin 1996).

## Bibliografia

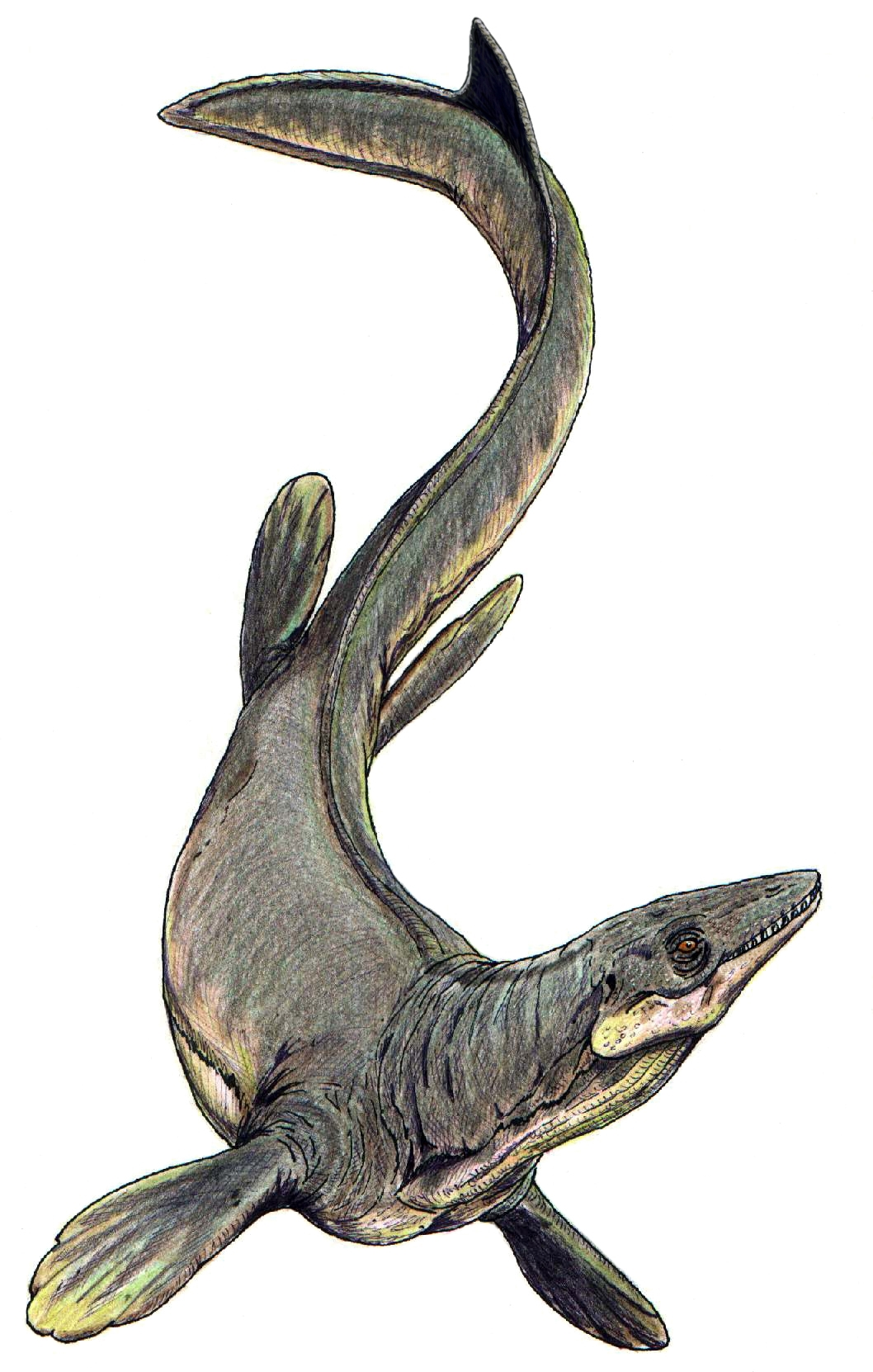
Ricostruzione artistica di Plioplatecarpus, sulla base degli studi di Lingham-Soliar (1992) e Lindgren e colleghi (2010, 2013)